# Horská služba České republiky
Horská služba České republiky je označení horské služby, kterou v České republice vykonávají v několika českých pohořích dobrovolníci ve spolku Horská služba České republiky, z. s. (IČO 00506311, založeno 25. června 1990) a od roku 2005 též profesionálové v organizaci Horská služba ČR, o. p. s. Tyto organizace navazují na činnost krkonošské horské služby, která vznikla v Krkonoších v letech 1934–1935 a v dalších pohořích ve 40. a 50. letech 20. století.

## Historie

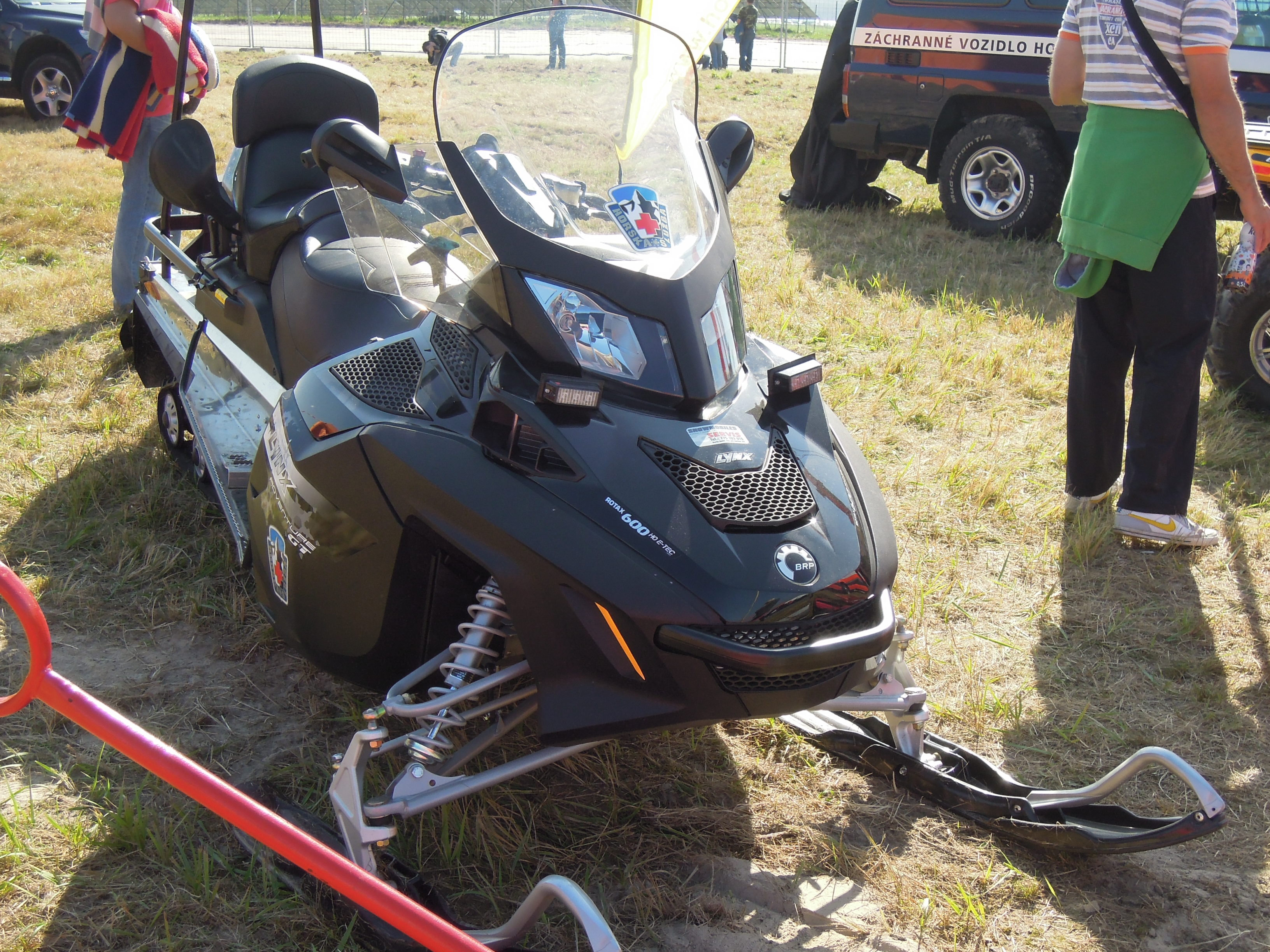
Sněžný skútr Horské služby ČR

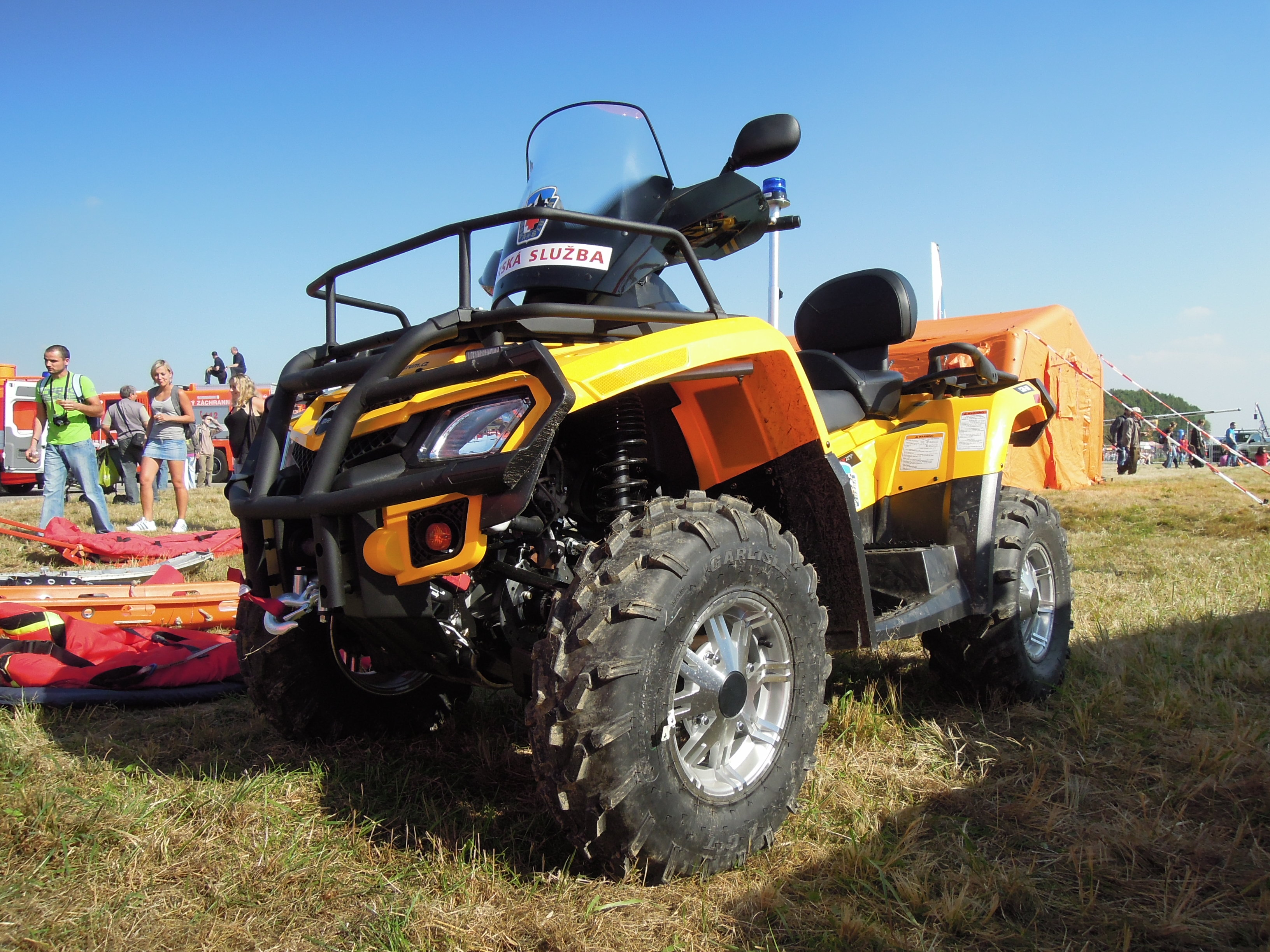
Čtyřkolka Horské služby ČR

Již v roce 1850 vznikla koncesovaná služba horských průvodců a nosičů, pro niž byla vyžadována znalost první pomoci. Před vznikem horské služby školili lékaři v poskytování první pomoci v horách místní hasiče, členy spolků zimních sportů a místní obyvatele. V zimě 1900 proběhla v Krkonoších první organizovaná záchranná akce.
24. března 1913 zahynuli v Krkonoších při závodě v běhu na 50 km Bohumil Hanč a Václav Vrbata. Vrbata Hančovi při pokusu o jeho záchranu poskytl část svého oděvu, čímž obětoval i svůj život. Na jeho památku je 24. březen slaven jako Den Horské služby v ČR.
Před zimou 1934 byl v Krkonoších vytvořen samostatný záchranný sbor o šesti oddílech (oddíl hasičů, oddíl učitelů lyžování a sportovní oddíly). 12. května 1935 byla založena jednotná organizace Horské služby v Krkonoších. Předsedou byl okresní hejtman ve Vrchlabí (tehdy jím byl Vladimír Záboj Vaina, který dříve sehrál roli i v případu Hanče a Vrbaty). Pro účely pomoci turistům bylo postaveno prvních pět stanic první pomoci.
Po dobu druhé světové války byla formálně činnost přerušena, fakticky však pokračovala. V září 1945 byla v Krkonoších obnovena Horská záchranná služba (HZS). V následujících letech vznikly záchranářské spolky v dalších pohořích:
- Jeseníky (1948)
- Šumava (1948)
- Orlické hory (1949)
- Beskydy (1951)
- Jizerské hory (1954)
- Krušné hory (1955)

V roce 1950 aktiv dobrovolných pracovníků HZS požádal o zařazení do Státního výboru pro tělesnou výchovu a sport v Praze a byly schváleny stanovy HZS. Státní výbor pro tělesnou výchovu a sport byl v roce 1957 transformován v Československý svaz tělesné výchovy, Horská služba do něj patřila i nadále. 1. prosince 1954 vznikla jednotná celostátní Horská služba sloučením české Horské záchranné služby a slovenské Tatranské horské služby, dosavadní dobrovolné spolky byly rozpuštěny. Byly vytvořeny oblastní komise HS.
Od 21. června 1968 byla československá Horská služba členem IKAR (Mezinárodní federace záchranných služeb) při UIAA (Union Internationale des Associations d'Alpinisme). Od 1. ledna 1975 a poté znovu od roku 1986 měla Horská služba nový statut. V roce 1969 byla struktura horské služby federalizována na českou a slovenskou část. V roce 1993 došlo k úplnému oddělení slovenské horské služby od české.
Od roku 1990 existovalo Sdružení horských služeb ČR. Jednotlivé oblasti (Šumava, Krušné hory, Jizerské hory, Krkonoše, Orlické hory, Jeseníky a Beskydy) měly jako občanská sdružení vlastní právní subjektivitu. V roce 2001 oblastní sdružení zanikla a Sdružení horských služeb ČR změnilo název na Horská služba České republiky, o. s.  Občanské sdružení bylo financováno převážně z rozpočtu Ministerstva zdravotnictví. Od roku 2004 převzalo garanci Ministerstvo pro místní rozvoj v rámci podpory cestovního ruchu a koncem roku 2004 zřídilo novou obecně prospěšnou společnost Horská služba ČR, o. p. s., která od 1. ledna 2005 převzala odpovědnost za činnost horské služby v České republice a má podle statutu za úkol spolupracovat s dosavadním občanským sdružením.

## Zákon o horské službě

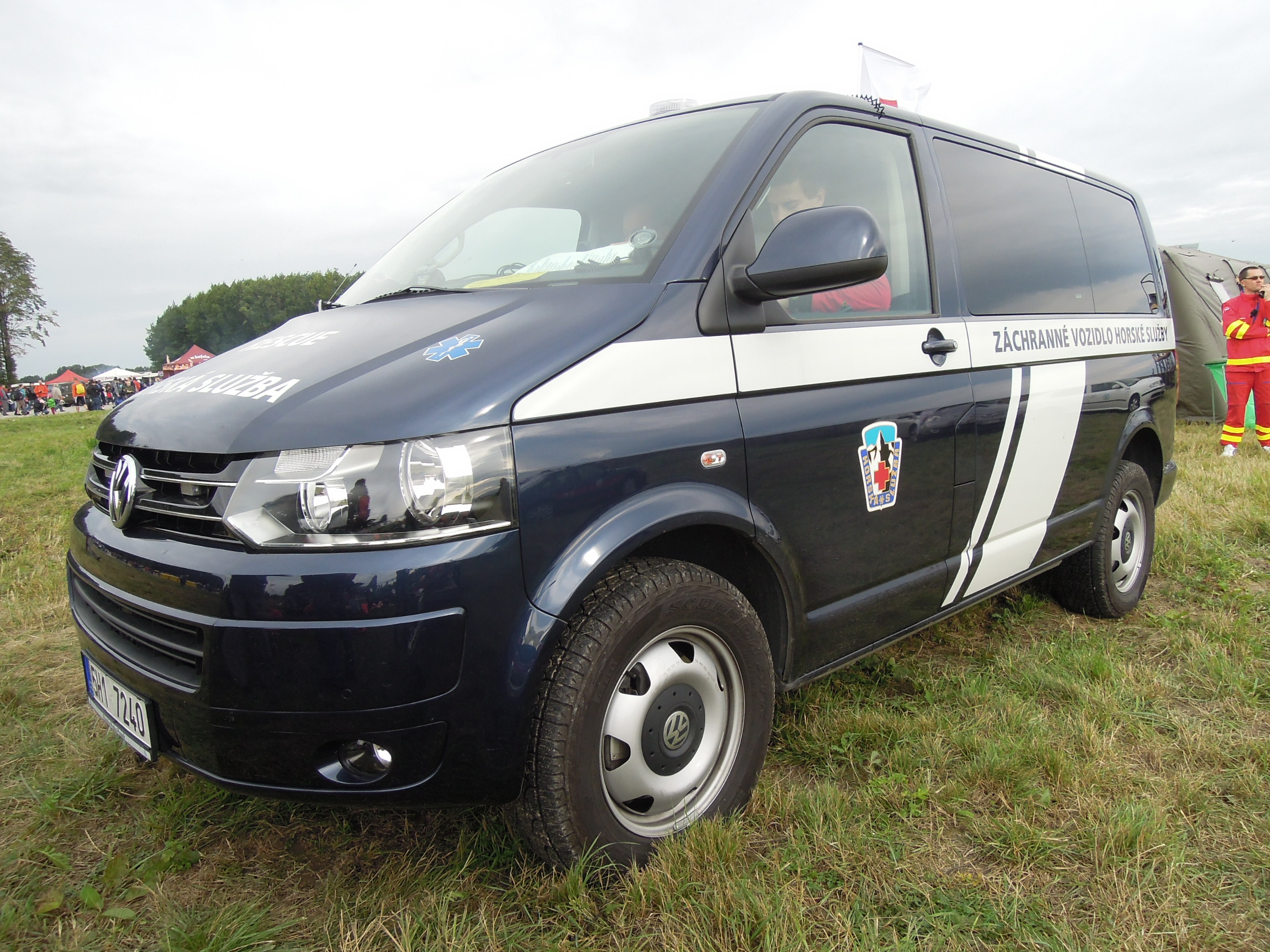
Záchranné vozidlo Volkswagen Transporter T5 Horské služby ČR

Zákon o horské službě České republiky byl připravován od 90. let 20. století. Ve volebním období 1998–2002 byl v parlamentu dvakrát projednáván poslanecký návrh zákona o horské službě České republiky, který v obou případech předložili poslanci Vojtěch Filip (KSČM), Alena Svobodová (KSČM) a Michael Kuneš (ČSSD), v roce 2002 postoupil návrh zákona až do druhého čtení v Poslanecké sněmovně. Zákon měl kromě povinností a způsobu financování Horské služby ČR upravovat i povinnosti návštěvníků horských oblastí, provozovatelů služeb a organizátorů sportovních a turistických akcí v horských oblastech. Horské službě návrh přiznával postavení horské stráže jako správního orgánu (veřejné stráže). Horské služby v jednotlivých horských oblastech měly mít vlastní subjektivitu, sdružovat je měla podle druhého návrhu státní příspěvková organizace Sdružení horských služeb ČR. Vláda s návrhy vyjádřila kvůli věcným i legislativně technickým vadám nesouhlas. Nesouhlas vyjádřily rovně oba poslanecké výbory, které návrh projednávaly.
V roce 2007 předložilo Ministerstvo pro místní rozvoj věcný návrh zákona o horské službě. Příprava však byla zastavena kvůli protichůdnosti stanovisek k návrhu a pracovní skupina MMR měla předat do mezirezortního připomínkového řízení soupis problémových tezí, které po projednání měly být předloženy vládě k rozhodnutí. V roce 2008 byla připravována jak varianta, že by náklady na provoz Horské služby platil nadále stát, tak varianta, že by náklady byly účtovány osobám, které byly ošetřovány nebo v jejichž zájmu se uskutečnil jiný zásah (přijetí této varianty bylo nejpravděpodobnější), i další varianta, podle níž by provozovatelé lyžařských areálů povinně museli pojistit své návštěvníky. Zákon by určil povinnosti horské služby a vymezil oblasti její působnosti.
Do zákona č. 301/2009 Sb., který původně podle vládního návrhu měl být jen novelou zákona o civilním letectví, se jako jeden z přílepků dostala část, která vložila s účinností od 1. ledna 2010 do zákona č. 159/1999 Sb., o některých podmínkách podnikání v oblasti cestovního ruchu (zákona o cestovním ruchu), doposud regulujícím činnost cestovních kanceláří a agentur, část druhou a nové paragrafy 11a, 11b a 11c, definující obsah činnosti horské služby a přisuzující tuto činnost výhradně obecně prospěšné společnosti založené za tímto účelem ministerstvem pro místní rozvoj. Svoji činnost vykonává horská služba podle tohoto znění samostatně anebo v rámci integrovaného záchranného systému. Přílepkový pozměňovací návrh podal nejprve 6. května 2009 poslanec Miloslav Vlček (ČSSD) jako pozměňovací návrh B, v opakovaném druhém čtení 9. června 2009 pak poslanec Jindřich Valouch (ČSSD) jako pozměňovací návrhy C1 až C3. V plénu o tomto pozměňovacím návrhu nikdo z poslanců nediskutoval. Zpravodaj před hlasováním zdůraznil, že se jedná o přílepek, který naprosto nesouvisí s návrhem zákona, ale vyjádřil k tomuto pozměňovacímu návrhu neutrální postoj s mírným doporučením, ministr dopravy jako předkladatel vládního návrhu zákona vyjádřil neutrální postoj ministerstva dopravy (resortně příslušný ministr pro místní rozvoj nebyl rozpravě přítomen a nevyjádřil se). Na první pokus návrh nebyl přijat (ze 109 přítomných poslanců se pro vyjádřilo 54 a proti 22 poslanců), poslanec Václav Snopek (KSČM) však poté zpochybnil hlasování s tím, že prý chtěl hlasovat pro, ale hlasovací zařízení to nezaregistrovalo. Při druhém pokusu hlasovalo ze 102 poslanců pro 56, proti 27. Pro přílepek hlasovali zejména poslanci ČSSD a KSČM (z těchto stran také nikdo nehlasoval proti), proti přílepku hlasovalo zejména 22 poslanců ODS. Zákonem č. 341/2015 Sb. byl s účinností od 29. 12. 2015 přidán ještě § 11d, který pojednává o financování horské služby.
Přílepek z roku 2009 podle Michala Klimeše, náčelníka Horské služby v Jeseníkách, jen popsal to, co už na horách fungovalo předtím. Jedinou změnou je podle něj vymezení pojmu lyžařského areálu, které umožňuje upravit vztah mezi jejich provozovateli a horskou službou. Tato definice zároveň odkazuje na novou ČSN 01 8027 Značení a zabezpečení v zimním středisku, která platila od února 2009.

## Organizační struktura a právní status

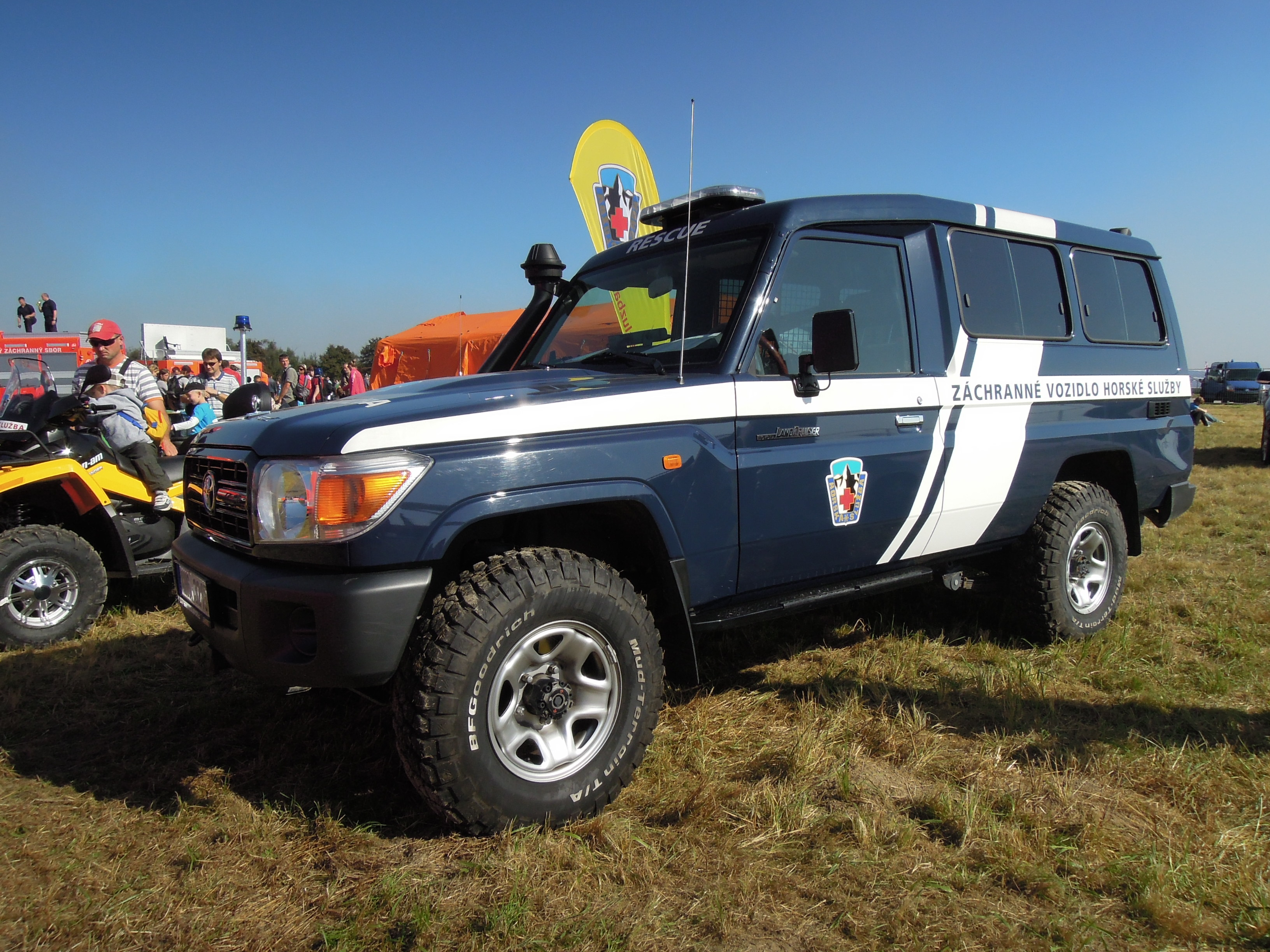
Záchranné vozidlo Toyota Land Cruiser Horské služby ČR

Podle § 11b zákona o cestovním ruchu výkon činnosti horské služby vyjmenované v § 11a zákona o cestovním ruchu zajišťuje v rámci své územní působnosti samostatně nebo jako složka integrovaného záchranného systému výhradně obecně prospěšná společnost, zřízená Ministerstvem pro místní rozvoj. Kromě toho zajišťuje smluvně také činnosti v lyžařských areálech, pokud to má uvedeno v zakládací listině nebo ve statutu a nejsou tím ohroženy její základní činnosti stanovené zákonem. Lyžařským areálem se podle § 11c zákona o cestovních ruchu rozumí lyžařská oblast vytvořená za účelem provozování zimních sportů, vybavená dopravními zařízeními, sjezdovými a běžeckými tratěmi, lyžařskými cestami a ostatními specifickými tratěmi, značená podle českých technických norem určených pro značení, zabezpečení a pohyb v lyžařském areálu.
V Horské službě ČR pracuje v roce 2007 asi 100 profesionálních záchranářů, 350 dobrovolných a 60 čekatelů. Profesionální členové patří pod organizaci Horská služba ČR, o. p. s. (obecně prospěšná společnost, IČO 27467759, ve statutu zapsán též anglický název Mountain Rescue Service), dobrovolníci pod spolek Horská služba České republiky, z. s. (IČO 00506311, založeno 25. června 1990). Statutárním orgánem o. p. s. je správní rada, nejvyšším orgánem z. s. je valná hromada. Ředitel o. p. s. používá tradiční označení Náčelník Horské služby ČR. Od roku 2006 je zřizovatelem Horské služby ČR, o. p. s., Ministerstvo pro místní rozvoj České republiky, a to na základě usnesení vlády ČR č. 827 z 1. září 2004 a zakládací listiny MMR ČR z 19. listopadu 2004 a byla zapsána do rejstříku o. p. s. u Krajského soudu v Hradci Králové dne 21. prosince 2004.
Pracovníci Horské služby nejsou úředními osobami a nemají kontrolní ani sankční pravomoci. Tyto pravomoci mají například pracovníci správ národních parků (například KRNAP).
V roce 2007 působila Horská služba v Krkonoších, Jizerských, Krušných a Orlických horách, v Jeseníkách, v Beskydech a na Šumavě. Sídlo má ve Špindlerově Mlýně, úřad, zabývající se ekonomickými a personálními záležitostmi, má v Praze v Zátopkově ulici. Obecně prospěšná společnost i spolek se člení na sedm oblastí podle jednotlivých pohoří, základními jednotkami jsou okrsky. Republikovým náčelníkem Horské služby ČR, o. p. s., je Jiří Brožek. Jediným statutárním zástupcem HS ČR, z. s., je předseda Rady HS ČR, z. s., i předseda rady oblasti Krkonoše.

## Činnost
Týdně vyjedou pracovníci Horské služby v sezoně asi k 600 případům. Kromě poskytování první pomoci Horská služba také pravidelně sleduje lavinové nebezpečí a vývoj počasí a vydává odpovídající varování. Věnuje se preventivní a osvětové činnosti. Udržuje zimní tyčové značení (a pravděpodobně i Němé značky Krkonoš), zatímco běžné turistické značení zřizuje a udržuje Klub českých turistů a v Krkonoších na základě dohody s KČT správa KRNAP. K výjezdům používají pracovníci sněžné skútry (od roku 1967), lyže, svozné saně, záchranářské psy, horolezeckou výstroj atd.
Zásahy účtuje Horská služba pouze zahraničním turistům.
Horská služba ČR neměla jednotné telefonní číslo (kromě standardních 9ciferných telefonních čísel bylo lze použít číslo záchranné služby 155, přes polský signál číslo 112). Od 15. prosince 2012 používá číslo 1210 (v příhraničí lépe s národní předvolbou, tj. +420 1210), na které není volání bezplatné, ale služba je v sítích všech českých operátorů brána jako přístup na tísňové linky.

## Stanice

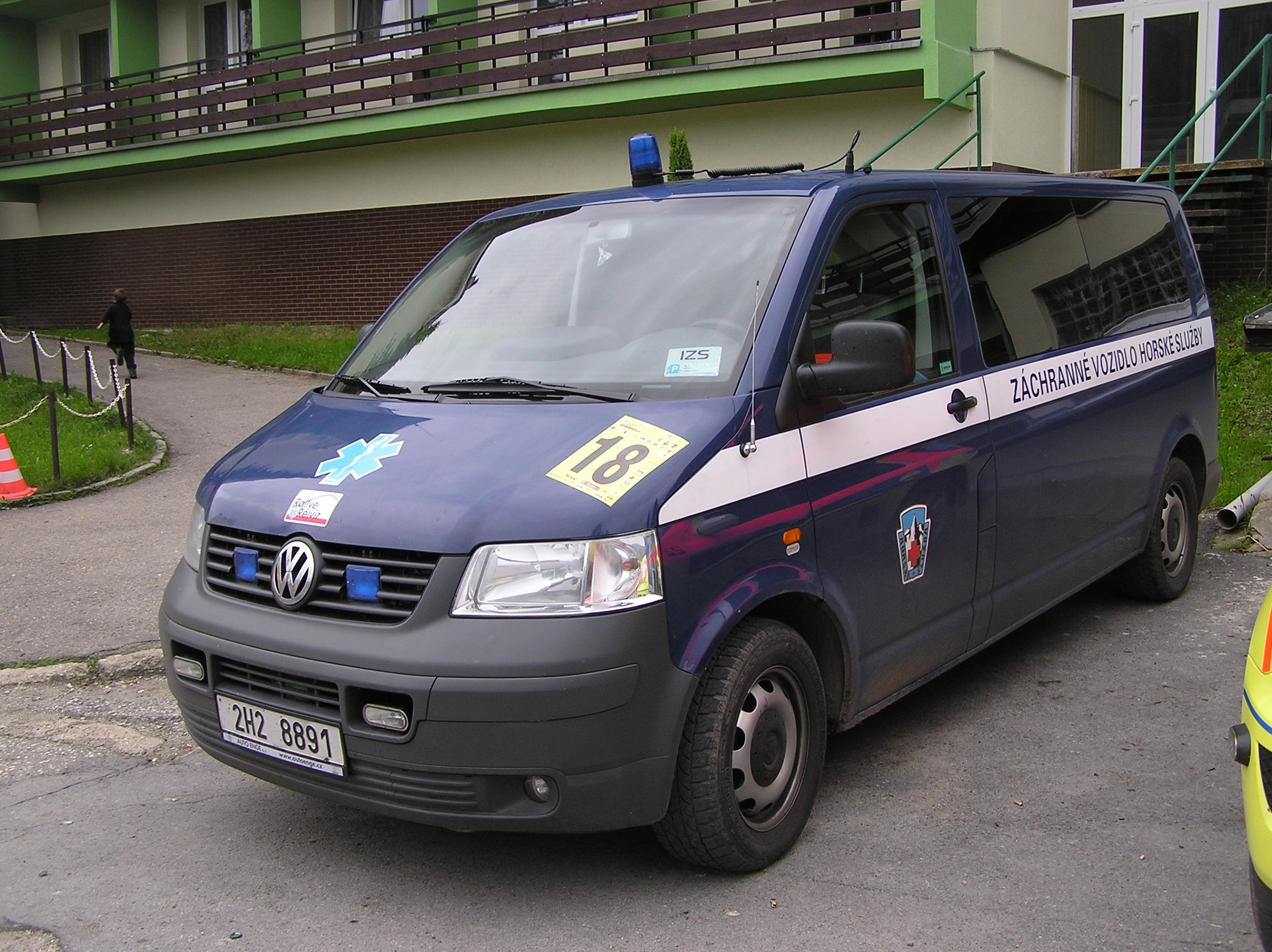
Záchranné vozidlo Volkswagen Transporter T5 Horské služby ČR

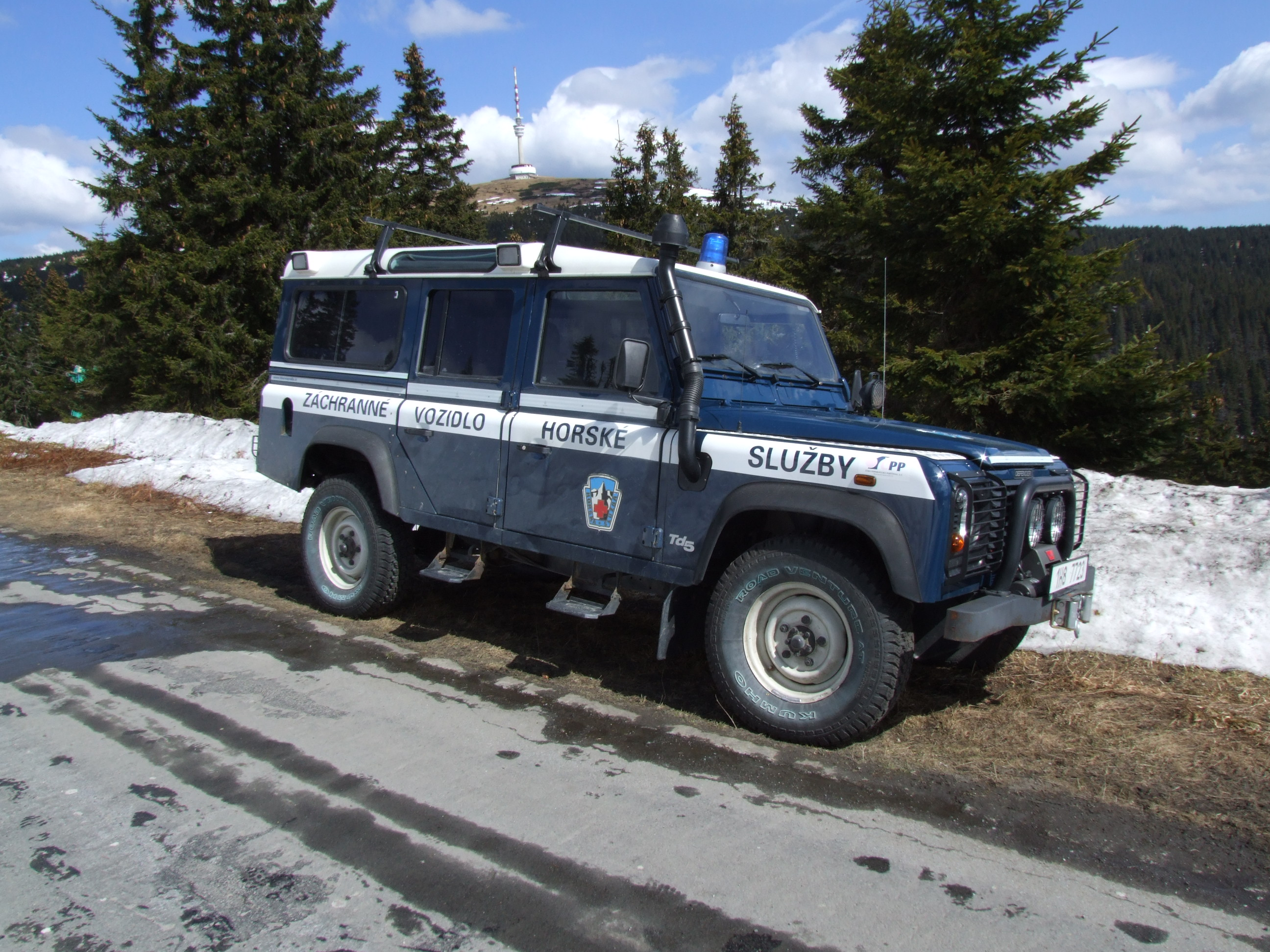
Záchranné vozidlo Land Rover Defender Horské služby v Jeseníkách – pod Pradědem

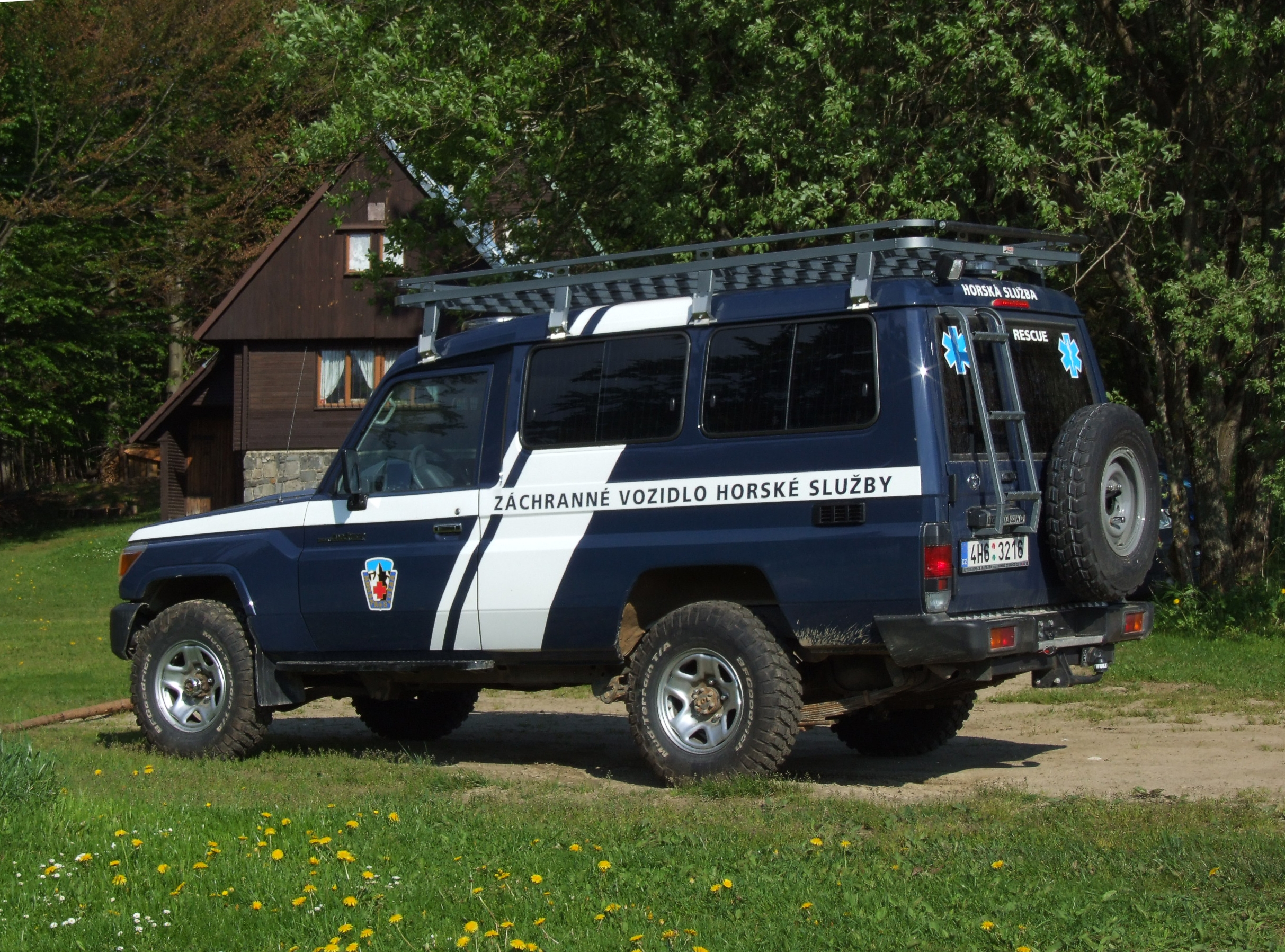
Záchranné vozidlo Toyota Land Cruiser Horské služby v Ramzové

### Krkonoše
Celoroční:
- Špindlerův Mlýn, dům Horské služby, sídlo organizace
- Harrachov
- Rokytnice nad Jizerou
- Studenov
- Strážné
- Pec pod Sněžkou
- Luční bouda

Pouze v zimním období:
- Benecko
- Černý Důl
- Janské Lázně
- Pomezní Boudy
- Žacléř
- Velká Úpa

### Jizerské hory
- Bedřichov, dům HS
- Ještěd
- Severák
- Špičák u Tanvaldu
- Jizerka
- Lázně Libverda[14]

### Krušné hory
Denně:
- Boží Dar, dům HS
- Bouřňák
- Bublava
- Klínovec
- Klíny
- Pernink
- Telnice

Pouze v létě:
- Tisá

Pouze v sobotu a neděli:
- Český Jiřetín
- Komáří vížka
- Měděnec - Alšovka
- Nové Hamry

### Šumava
- Železná Ruda, dům HS
- Zadov
- Kramolín
- Kvilda
- Prášily

Pouze v sobotu a neděli:
- Kubova Huť

### Orlické hory
- Deštné v Orlických horách, dům HS
- Říčky
- Čenkovice

### Jeseníky

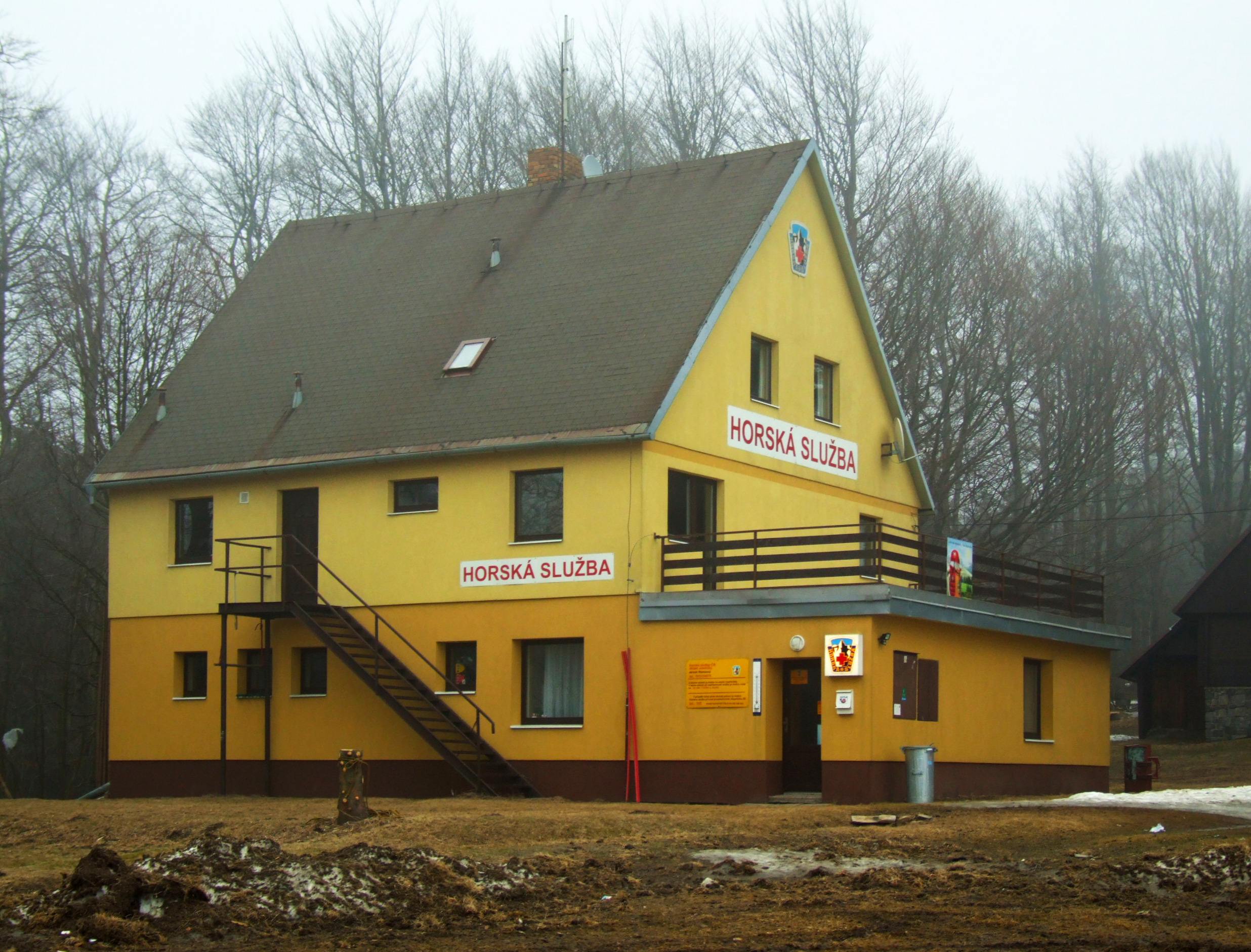
Sídlo Horské služby v Ramzové

- Červenohorské sedlo, dům HS
- Velké Vrbno
- Ovčárna
- Karlov pod Pradědem
- Ramzová
- Petříkov
- Skřítek
- Horní Morava

### Beskydy
- Javorový
- Pustevny

Pouze v sobotu a neděli:
- Lysá hora
- Radhošť
- Gruň
- Soláň
- Kohútka (Javorníky)
- Frýdlant nad Ostravicí, dům HS
- Velký Polom